# Elverdinge
Elverdinge is een dorp in de Belgische provincie West-Vlaanderen en een deelgemeente van de stad Ieper, het was een zelfstandige gemeente tot aan de gemeentelijke herindeling van 1977.

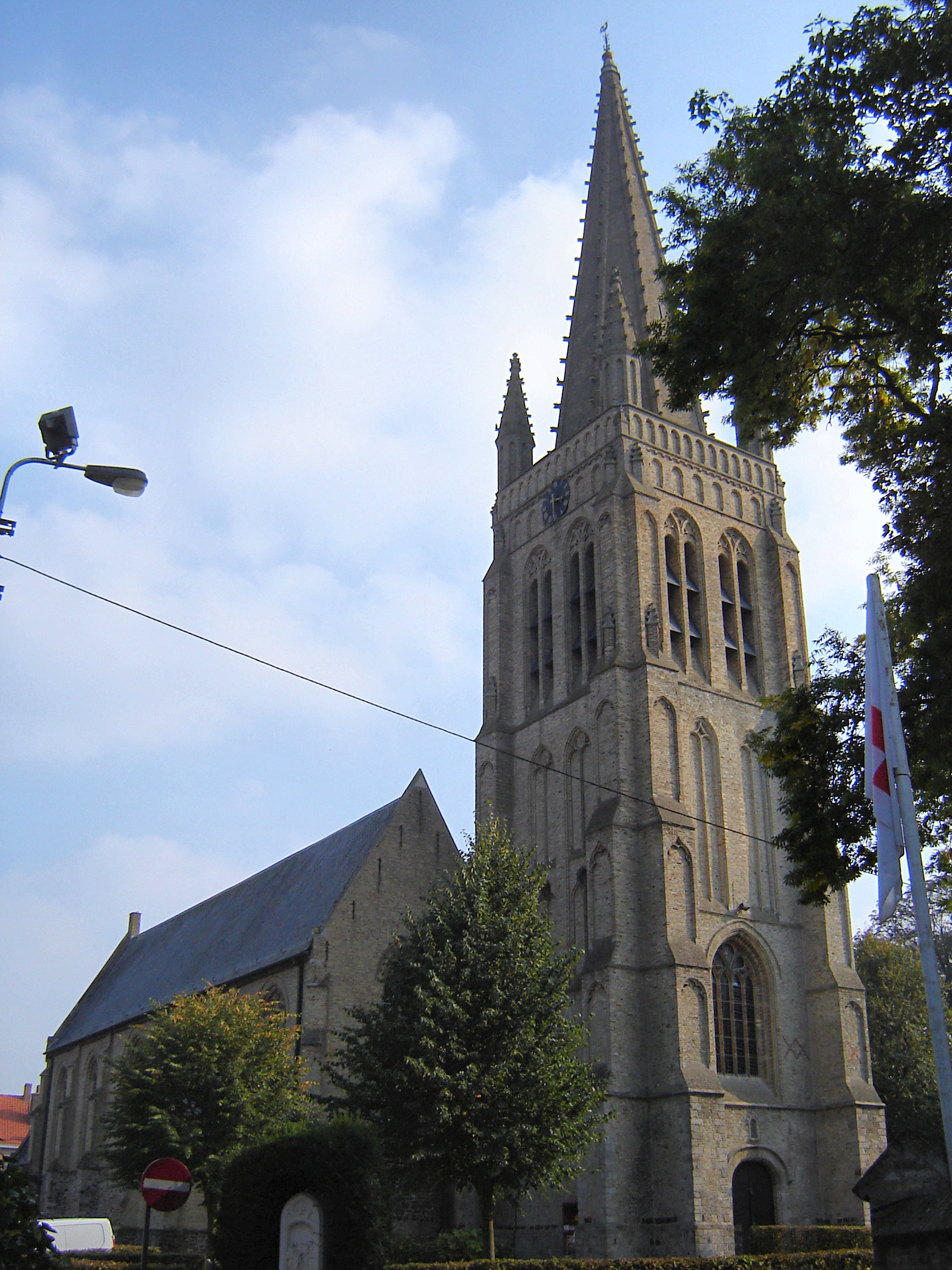
De Sint-Pieter en Pauluskerk

## Geschiedenis
Een muntschat wijst op Romeinse aanwezigheid van het tijdperk van keizer Vespasianus tot keizer Postumus. De Steenstraat ligt mogelijk op het traject van de heerbaan van Cassel naar Oudenburg.
In 1066 werd Elverdinge voor het eerst schriftelijk vermeld, als Elverzenges. Samen met Vlamertinge vormde het een enkele heerlijkheid, die pas omstreeks 1550 werd gesplitst. Het patronaatsrecht van de kerk was in bezit van de Abdij van Voormezele. Vanaf de 12e eeuw was er een leprozerie in de Hospitaalhoeve, aan Hospitaalstraat 33, welke beheerd werd door de Orde van Malta.
Elverdinge telde vele hervormers, en de beeldenstorm van 1566 bracht veel schade toe. In de 17e eeuw waren het meerdere Franse invallen die schadelijke invloed hadden.
Tijdens de Eerste Wereldoorlog lag het dorp in geallieerd gebied, maar het werd vrijwel geheel verwoest, waarna het min of meer naar de oorspronkelijke situatie werd herbouwd.

## Demografische ontwikkeling
- Bronnen:NIS, Opm:1831 tot en met 1970=volkstellingen; 1976 = inwoneraantal op 31 december

## Bezienswaardigheden
- De Sint-Pieter en Pauluskerk is een typisch voorbeeld van baksteengotiek. Rond de kerk zijn taferelen te zien uit het leven van de heilige Livinus.
- Op het kruispunt met de N8 staat een standbeeld van Georges Van Eeckhoutte, bekend van het liedje "Klein Ventje van Elverdinge" van Willem Vermandere.
- Op de baan Elverdinge - Vlamertinge staat de toren van "Vermeulens molen", gebouwd in 1843 door Carolus Vermeulen-Smagghe. De molen werd in 1909 de wieken afgenomen omdat men overschakelde naar een mechanisch aandrijving.
- Het voormalig gemeentehuis in wederopbouwarchitectuur
- Kasteel van Elverdinge
- Resten (fundamenten) van een V1-basis in aanbouw. In een poel in de Gasthuisstraat, tussen de Vuile Seule en de N333/Steentjemolenstraat.
- Binnen het grondgebied van het dorp liggen 5 Commonwealth begraafplaatsen uit de Eerste Wereldoorlog:

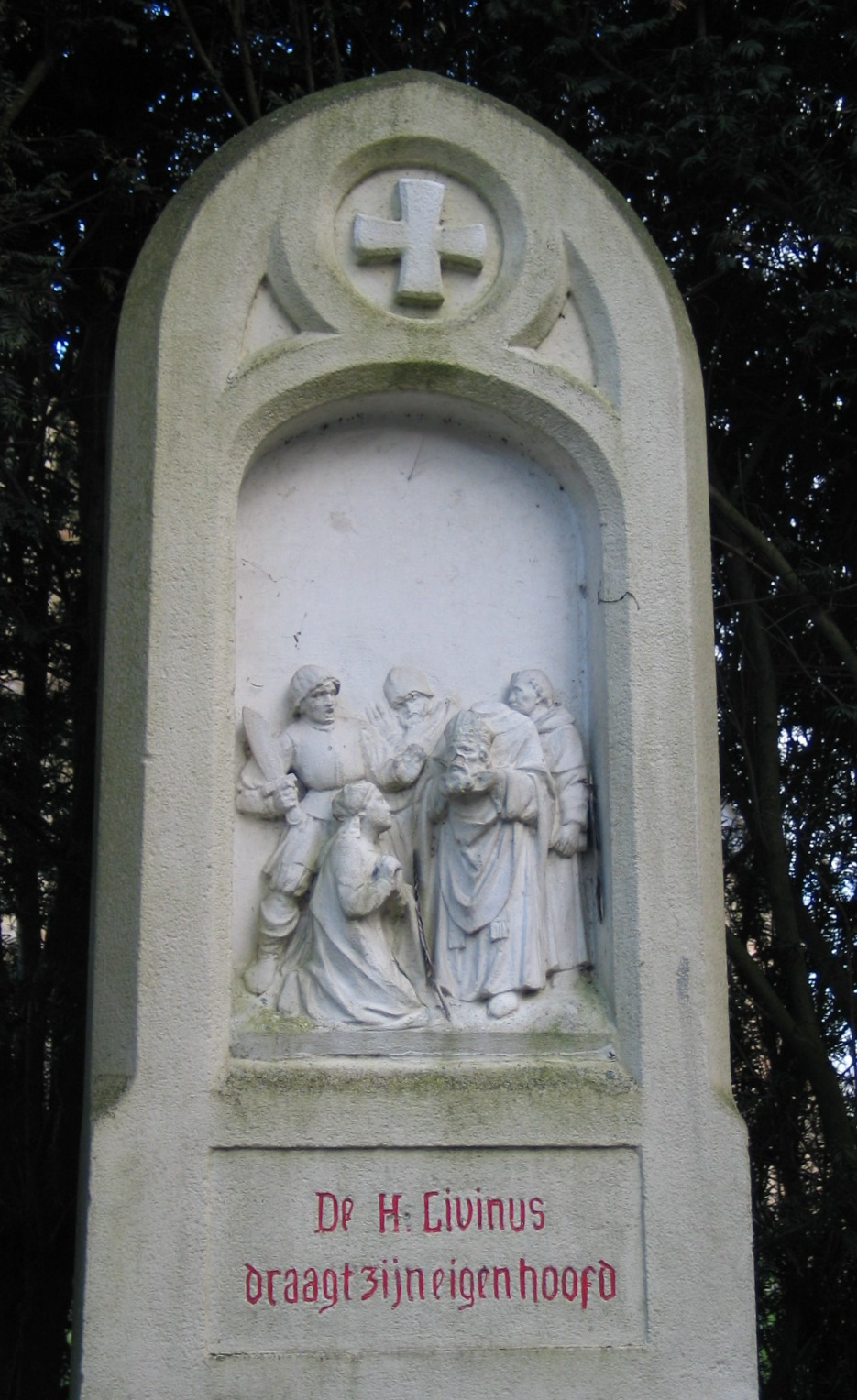
Merkwaardig tafereel uit het leven van Livinus (15 feb 2005)

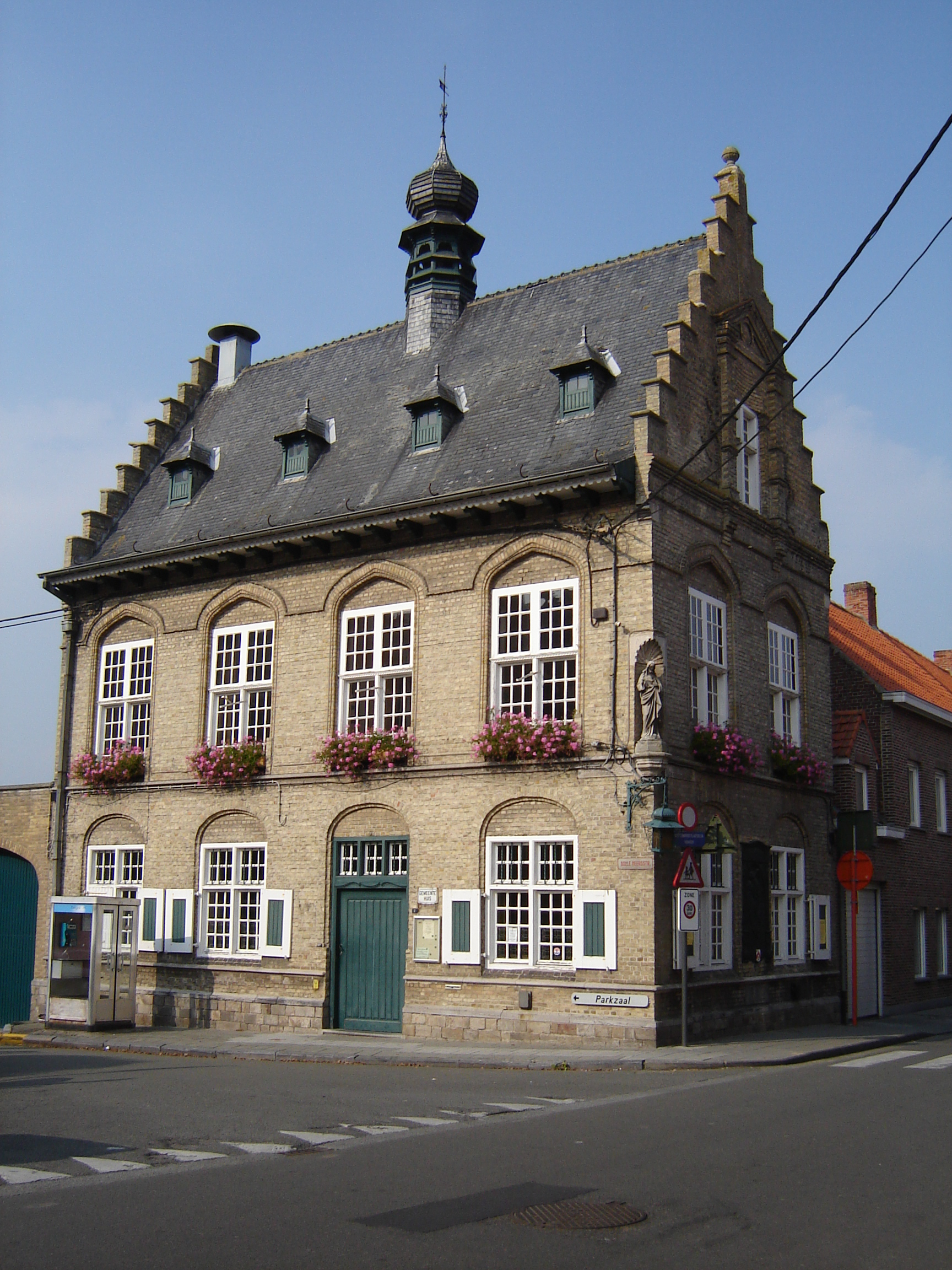
Voormalig gemeentehuis

  - Bleuet Farm Cemetery
  - Canada Farm Cemetery
  - Ferme-Olivier Cemetery
  - Hagle Dump Cemetery
  - Hospital Farm Cemetery

## Natuur en landschap
Elverdinge ligt in Zandlemig Vlaanderen op een hoogte van ongeveer 14 meter in het dal van de Grote Kemmelbeek, welke in noordelijke richting stroomt. Het belangrijkste bosgebied, ten zuidwesten van de dorpskom, wordt gevormd door de Galgebossen. Daarnaast is er het park van het Kasteel van Elverdinge.

## Politiek

### Burgemeesters
- 1810-1812 : Charles Eugène Dehaene
- 1813-1815 : Ferdinand Benoit Defrancq
- 1815-1820 : Charles Louis Vanderghote
- 1821-1830 : Franciscus Desmadryl
- 1830-1831 : Louis François Vanderghote
- 1831-1867 : Camille d'Ennetières d'Hust
- 1867-1882 : Edouard Vanderghote
- 1884-1908 : Victor Theodoor d’Ennetières d'Hust
- 1909-1939 : Camiel Mouchet de Battefort de Laubespin
- 1945-1971 : Jerome Dochy
- 1971-1976 : André Danneels

## Nabijgelegen kernen
Woesten, Vlamertinge, Brielen, Boezinge, Zuidschote
Deelgemeenten: Boezinge · Brielen · Dikkebus · Elverdinge · Hollebeke · Ieper · Sint-Jan · Vlamertinge · Voormezele · Zillebeke · Zuidschote

Overige plaatsen: Brandhoek · Lizerne · Pilkem · Potyze · Sint-Elooi · Verlorenhoek · Wieltje 

Belgische gemeenten · Arrondissement Ieper · West-Vlaanderen · Vlaanderen